# Keisuke Honda
Keisuke Honda (本田 圭佑 Honda Keisuke?) (Settsu, Osaka, 13 de junio de 1986) es un exfutbolista y entrenador japonés. Su posición habitual es la de centrocampista, aunque también puede jugar como delantero; posición que ocupaba regularmente en la selección nacional de Japón.
Con el seleccionado ha disputado más de 90 partidos oficiales, incluyendo participaciones en los mundiales de 2010, 2014 y 2018, y ganado la Copa Asiática 2011.
Se desempeñó como entrenador de la selección de Camboya entre 2018 y 2023.

## Trayectoria

### Como futbolista

#### Inicios
Nació en Settsu, Prefectura de Osaka, el 13 de junio de 1986. Honda empezó a jugar al fútbol en el club local "Basander FC", cuando era un estudiante de segundo grado en la escuela primaria. Luego se incorpora al equipo juvenil en su categoría júnior de deportes con la estrella Sergio Naf, pero el club no lo promueve a su equipo. Ingresó en la Escuela Secundaria Seiryo (本田 圭佑?) en la Prefectura de Ishikawa y empezó a jugar en la escuela. Fue uno de los jugadores clave cuando Seiryo avanzó a la fase semifinal de la All Japan High School Soccer Tournament (全国高等学校サッカー選手権大会 zenkoku kōtō gakkō sakka senshuken taikai?) por primera vez como representante de la Prefectura de Ishikawa. Fue elegido como uno de los jugadores franquicia para el Desarrollo, J. League y la Asociación Japonesa de Fútbol en el 2004.

#### Debut internacional

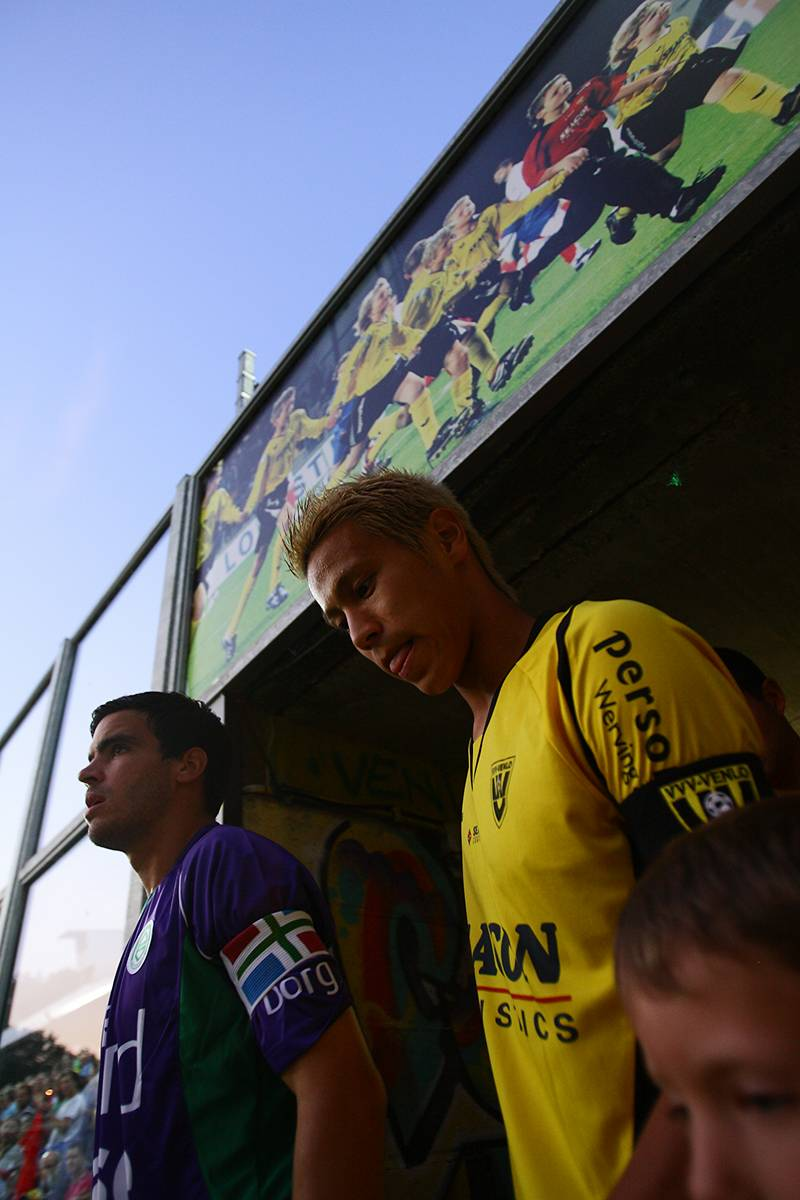
Keisuke Honda, saliendo del túnel, con la banda de capitán.

El 16 de enero de 2008, firmó un acuerdo por dos años y medio con el VVV-Venlo de la Eredivisie. Desde entonces se convirtió en un jugador vital para el VVV-Venlo. A pesar de que en su primera temporada el VVV-Venlo fue relegado a la Eerste Divisie, se remontó a la Eredivisie luego de salir Campeón de la Eerste Divisie 2008–09 con Honda participe de su juego de ataque, donde contribuyó con 21 goles en 52 apariciones. Al comienzo de la temporada 2009-2010, Honda comenzó en forma imperiosa, anotó en las redes dos veces contra ADO Den Haag para ganar un empate, y anotando otro gol y una asistencia contra el PSV Eindhoven para ayudar a su equipo a un empate 3-3. El 16 de agosto, Honda marcó contra FC Utrecht con un gol de más 30 yardas en los últimos minutos del juego para obtener otro empate para su equipo. Honda había proporcionado anteriormente una ayuda con una carrera útil y pase en profundidad.
En su tiempo relativamente corto en el VVV-Venlo, el éxito de Honda no sólo le valió un seguimiento de culto entre los aficionados del Venlo, sino también con el propio club, ya que su devolución mediante la promoción y sus buenas actuaciones, se le otorga la banda de capitán del equipo. La admiración del público neerlandés y los medios de comunicación dieron lugar a su apodo, Kaizer Keisuke, que en neerlandés significa "El emperador Keisuke". Conocido por ser técnicamente brillante, especialmente en relación con los fundamentos, las proezas de Honda de tiros libres y otras piezas en conjunto, es también profundamente admirado no sólo en su Japón natal, sino también en Países Bajos, debido a su tiempo con éxito en el VVV-Venlo.

#### CSKA Moscú

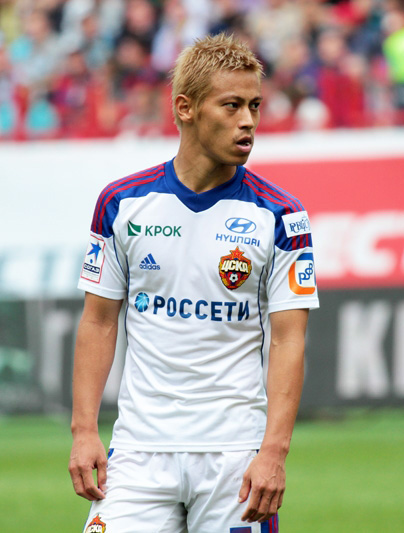
Keisuke Honda durante un partido entre el Lokomotiv y el CSKA de Moscú, en julio de 2013.

Después de sus grandes actuaciones en el VVV Venlo, se especuló en varios equipos del fútbol europeo, como el AFC Ajax, el PSV Eindhoven, Everton FC y Liverpool FC.
A finales de diciembre de 2009, Honda es transferido al PFC CSKA Moscú de la Liga Premier de Rusia, por un costo de alrededor de €9 millones de euros, por 4 años.
A principios en el club ya ha demostrado su capacidad, siendo decisivo para el equipo. Honda debutó con el CSKA Moscú en la vuelta de octavos de final de la Liga de Campeones, contra el Sevilla. Los primeros 90 minutos había terminado en empate a 1-1 en Rusia, y los españoles, por lo tanto, llegaban al choque como claros favoritos. Sin embargo, Honda creó el primer gol de su equipo y sentenció a continuación la victoria por 2-1 de un tiro libre soberbio.
Aquel día, Keisuke Honda se convirtió en el primer futbolista japonés que veía puerta en las fases eliminatorias de la máxima competición europea de clubes. A continuación, causó sensación en cuartos de final, aunque el CSKA Moscú sufrió cayendo derrotado (por la mínima en el recuento global) a manos del Inter de Milán, equipo que más tarde sería el campeón del torneo.
Ahí no término todo, el resplandor de Honda en la competición, consiguió elogios públicos del entrenador del Inter (para ese entonces), José Mourinho. También recibió elogios por Ruud Gullit, quien dijo que el aumento de jugadores en el fútbol "es como un cuento de hadas."
Su primer gol llegó en un partido contra el FC Amkar Perm, el 12 de marzo de 2010. Marcó el gol en el tercer minuto del tiempo de descuento, consiguiendo el triunfo para el CSKA Moscú.

#### AC Milan

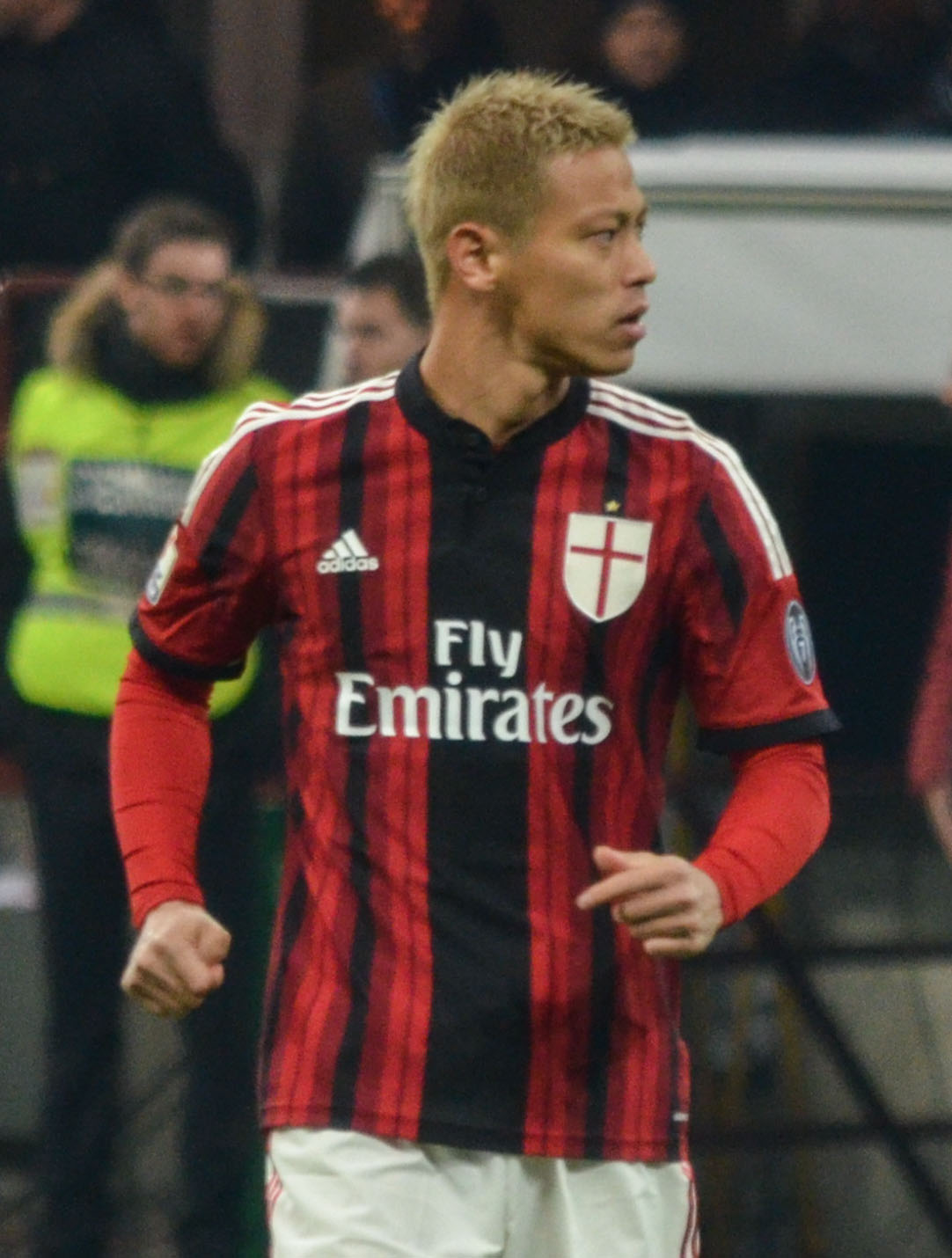
Honda durante su etapa con el A. C. Milan.

El 11 de diciembre de 2013 se confirma la llegada del jugador por parte del administrador general del Milan para disputar 4 temporadas, y por lo tanto es el primer asiático en jugar en el equipo lombardo. El estelar japonés lleva desde entonces el número 10 en su camiseta.
Honda marcó su primer tanto el 15 de enero de 2014 en la Tim Cup contra el equipo de Spezia Calcio 1906. En su segunda temporada, dirigido por el holandés Clarence Seedorf, no juega en su posición natural (volante 10), sino por el costado derecho, así como actualmente, lo cual ha costado convencer a la hinchada milanista.

#### CF Pachuca
Llegó el 25 de julio de 2017 al Club de fútbol Pachuca de México. Hace su debut en la Liga MX el 22 de agosto de 2017 contra los Tiburones Rojos de Veracruz anotando su primer gol en México al minuto 73.

#### Melbourne Victory
El 6 de agosto de 2018, el Melbourne Victory hizo oficial su fichaje. Su debut oficial se produjo el 20 de octubre en el enfrentamiento contra el clásico rival de la ciudad, Melbourne City FC. Honda logró convertir su primer gol con el Victory en dicho encuentro, aunque su equipo terminaría perdiendo por 1-2. A comienzos de mayo de 2019, Honda anunció en una entrevista que se iría del Melbourne Victory tras finalizar la temporada.

#### Vitesse Arnhem
Tras finalizar su contrato con el equipo australiano y tras varios meses sin recibir ofertas, el 6 de noviembre de 2019 se hizo oficial su fichaje por el Vitesse Arnhem hasta final de temporada. Sin embargo, el 23 de diciembre se hizo oficial la rescisión de su contrato.

#### Brasil y regreso a Europa
El 31 de enero de 2020 el Botafogo anunció su fichaje por un año.
Abandonó el club a finales de enero de 2021 y regresó al fútbol europeo para jugar en el Portimonense S. C. portugués hasta final de temporada, aunque a los cinco días abandonó el club después de no poder ser inscrito. En marzo se marchó a Azerbaiyán para jugar en el Neftçi P. F. K. En los tres meses que estuvo en el equipo participó en siete encuentros en los que anotó dos goles y logró ganar la Liga Premier de Azerbaiyán. Su siguiente aventura fue en Lituania tras recalar en el F. K. Sūduva.

### Como entrenador

#### Selección de Camboya
Honda estuvo a cargo del seleccionado de Camboya entre 2018 y 2023. Debido a que se trataba de su primer experiencia al frente de un equipo, Honda fue acompañado por los entrenadores Félix Dalmás y Ryu Hirose.

## Selección nacional

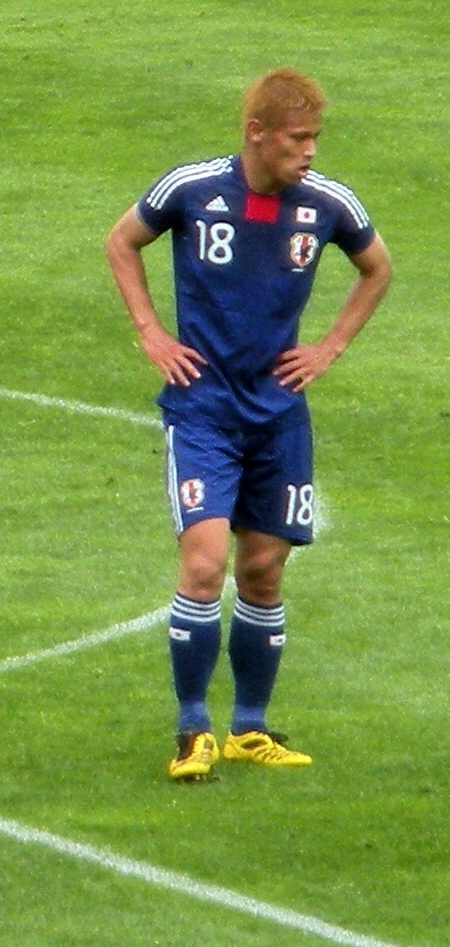
Honda jugando para la selección de fútbol de Japón.

Con la selección nipona, Honda ha destacado en la Copa del Mundo Sub-20 de 2005, en los Juegos Olímpicos de Verano 2008 y la Copa del Mundo 2010.
Fue miembro de la selección de fútbol sub-20 de Japón para la Copa Mundial de Fútbol Juvenil de 2005 de la FIFA, y jugó para la sub-23 del equipo nacional que se clasificó para los Juegos Olímpicos de Pekín 2008. El 14 de julio de 2008, fue nombrado oficialmente como uno de los mediocampistas para representar a Japón en los Juegos Olímpicos. En dicho torneo no consiguió marcar, y su selección quedó última en su grupo. Hizo su debut internacional con la selección de fútbol de Japón el 22 de junio de 2008 en un partido de clasificación Mundial de la FIFA contra la selección de fútbol de Baréin.
Marcó su primer gol para el equipo nacional, el 27 de mayo de 2009 en un partido amistoso contra la selección de fútbol de Chile en el Estadio Nagai de la Prefectura de Osaka.
Honda fue convocado por el técnico Takeshi Okada para representar a Japón en la Copa Mundial de Fútbol de 2010 celebrada en Sudáfrica. Fue partícipe en el triunfo que obtuvo Japón en el primer partido de grupo de la contra la Selección de fútbol de Camerún. Honda logró marcar tras un centro al área de Daisuke Matsui. Su actuación en el juego le hizo merecedor del premio Mejor Jugador del Partido. En el Mundial de Sudáfrica de 2010, se consolidó como una de las revelaciones del torneo tras pasar a octavos de final con una buena actuación suya ante Dinamarca en el último partido de la fase de grupos, en el que se jugaban el pase a la siguiente ronda. El resultado final fue de 3-1 y él marcó el primer gol de falta directa en el minuto 17 tras ejecutar un potente disparo de más de 30 yardas. Además del gol, dio la asistencia al último gol tras una espectacular jugada individual.
Siendo lo más destacado del equipo en la Copa del Mundo, Honda se convirtió en blanco de los defensas, siendo el jugador que sufrió la mayoría de faltas durante la fase de grupos, el sufrimiento durante toda la primera fase, 17 faltas. Fue muy elogiado por los críticos por su actuación en la competición, siendo elegido por muchos como uno de los mejores jugadores en la fase de grupos, incluyendo ser nombrado para la fase de grupos de tiempo por algunos periodistas y fue considerado por Arsene Wenger como el mejor jugador del torneo.
La actuación de Honda y la de Japón culminó con una derrota en octavos de final, donde Paraguay venció a Japón 5-3 en penales, donde Honda fue capaz de convertir para su colección. Al preguntársele qué pensaba del equipo tras su participación, que se le consideraba como un acto heroico por los fanes, Honda dijo que estaba decepcionado, y que la selección iba a trabajar duro para mejorar.
Luego de destacarse en el proceso eliminatorio, Honda fue incluido en mayo de 2014 por el entrenador Alberto Zaccheroni en la lista final de 23 jugadores que representarán a Japón en la Copa Mundial de Fútbol de 2014 en Brasil. Ha hecho tres goles en las copas del mundo y es el máximo goleador de Japón de la historia de la copa del mundo. Hizo siete goles en las eliminatorias de la copa del mundo Rusia 2018.
El 31 de mayo de 2018 el seleccionador Akira Nishino lo incluyó en la lista de 23 para el Mundial.
El 2 de julio de 2018, luego de que el seleccionado japonés fuera eliminado por Bélgica en los octavos de final, anunció su retiro de la selección nacional de Japón.

### Participaciones en fases finales
| Torneo                         | Categoría                      | Sede                           | Resultado                      | Partidos | Goles |
| ------------------------------ | ------------------------------ | ------------------------------ | ------------------------------ | -------- | ----- |
| Copa Mundial Sub-20 2005       | Sub-20                         | Países Bajos                   | Octavos de final               | 1 (3)    | 0     |
| Juegos Olímpicos 2008          | Sub-23                         | Pekín                          | Primera fase                   | 3        | 0     |
| Total en selecciones juveniles | Total en selecciones juveniles | Total en selecciones juveniles | Total en selecciones juveniles | 4        | 0     |
| Copa Mundial 2010              | Absoluta                       | Sudáfrica                      | Octavos de final               | 4        | 2     |
| Copa Asiática 2011             | Absoluta                       | Catar                          | Campeón                        | 5        | 1     |
| Copa Confederaciones 2013      | Absoluta                       | Brasil                         | Primera fase                   | 3        | 1     |
| Copa Mundial 2014              | Absoluta                       | Brasil                         | Primera fase                   | 2        | 1     |
| Copa Mundial 2018              | Absoluta                       | Rusia                          | Octavos de final               | 3        | 1     |
| Total en selección absoluta    | Total en selección absoluta    | Total en selección absoluta    | Total en selección absoluta    | 17       | 6     |
| Total                          | Total                          | Total                          | Total                          | 21       | 6     |

### Participaciones en Clasificatorias
| Eliminatorias                            | Categoría | Sede      | Resultado   | Partidos | Goles |
| ---------------------------------------- | --------- | --------- | ----------- | -------- | ----- |
| Preolímpico AFC 2008                     | Sub-22    | Pekín     | Clasificado | 10       | 4     |
| Eliminatorias Mundial 2010               | Absoluta  | Sudáfrica | Clasificado | 1 (2)    | 0     |
| Clasificación para la Copa Asiática 2011 | Absoluta  | Catar     | Clasificado | 1 (2)    | 1     |
| Eliminatorias Mundial 2014               | Absoluta  | Brasil    | Clasificado | 6        | 5     |
| Total                                    | Total     | Total     | Total       | 18       | 10    |

### Goles
| Goles de Keisuke Honda en la selección nacional | Goles de Keisuke Honda en la selección nacional | Goles de Keisuke Honda en la selección nacional | Goles de Keisuke Honda en la selección nacional | Goles de Keisuke Honda en la selección nacional | Goles de Keisuke Honda en la selección nacional |
| #                                               | Fecha                                           | Estadio                                         | Rival                                           | Resultado                                       | Competencia                                     |
| ----------------------------------------------- | ----------------------------------------------- | ----------------------------------------------- | ----------------------------------------------- | ----------------------------------------------- | ----------------------------------------------- |
| 1.                                              | 27/05/09                                        | Estadio Nagai, Osaka, Japón                     | Chile                                           | 4-0                                             | Copa Kirin                                      |
| 2.                                              | 10/10/09                                        | Estadio Internacional, Yokohama, Japón          | Escocia                                         | 2-0                                             | Amistoso                                        |
| 3.                                              | 14/10/09                                        | Estadio de Miyagi, Rifu, Japón                  | Togo                                            | 5-0                                             | Amistoso                                        |
| 4.                                              | 03/03/10                                        | Estadio Toyota, Toyota, Japón                   | Baréin                                          | 2-0                                             | Eliminatorias para la Copa Asiática 2011        |
| 5.                                              | 14/06/10                                        | Estadio Free State, Bloemfontein, Sudáfrica     | Camerún                                         | 1-0                                             | Copa Mundial de Fútbol de 2010                  |
| 6.                                              | 24/06/10                                        | Estadio Royal Bafokeng, Rustemburgo, Sudáfrica  | Dinamarca                                       | 3-1                                             | Copa Mundial de Fútbol de 2010                  |
| 7.                                              | 13/01/11                                        | Estadio Qatar SC, Doha, Catar                   | Siria                                           | 2-1                                             | Copa Asiática 2011                              |
| 8.                                              | 10/08/11                                        | Domo de Sapporo, Sapporo, Japón                 | Corea del Sur                                   | 3-0                                             | Copa Kirin Challenge                            |
| 9.                                              | 03/06/12                                        | Estadio Saitama 2002, Saitama, Japón            | Omán                                            | 3-0                                             | Eliminatorias AFC para el Mundial 2014          |
| 10.                                             | 08/06/12                                        | Estadio Saitama 2002, Saitama, Japón            | Jordania                                        | 6-0                                             | Eliminatorias AFC para el Mundial 2014          |
| 11.                                             | 08/06/12                                        | Estadio Saitama 2002, Saitama, Japón            | Jordania                                        | 6-0                                             | Eliminatorias AFC para el Mundial 2014          |
| 12.                                             | 08/06/12                                        | Estadio Saitama 2002, Saitama, Japón            | Jordania                                        | 6-0                                             | Eliminatorias AFC para el Mundial 2014          |
| 13.                                             | 06/02/13                                        | Estadio de las Alas, Kobe, Japón                | Letonia                                         | 3-0                                             | Copa Kirin Challenge                            |
| 14.                                             | 04/06/13                                        | Estadio Saitama 2002, Saitama, Japón            | Australia                                       | 1-1                                             | Eliminatorias AFC para el Mundial 2014          |
| 15.                                             | 19/06/13                                        | Arena Pernambuco, Recife, Brasil                | Italia                                          | 3-4                                             | Copa FIFA Confederaciones 2013                  |
| 16.                                             | 14/08/13                                        | Estadio de Miyagi, Rifu, Japón                  | Uruguay                                         | 2-4                                             | Copa Kirin Challenge                            |
| 17.                                             | 06/09/13                                        | Estadio Saitama 2002, Saitama, Japón            | Guatemala                                       | 3-0                                             | Copa Kirin Challenge                            |
| 18.                                             | 10/09/13                                        | Estadio Internacional, Yokohama, Japón          | Ghana                                           | 3-1                                             | Copa Kirin Challenge                            |
| 19.                                             | 16/11/13                                        | Fenix Stadion, Genk, Bélgica                    | Países Bajos                                    | 2-2                                             | Amistoso                                        |
| 20.                                             | 19/11/13                                        | Estadio Rey Balduino, Bruselas, Bélgica         | Bélgica                                         | 3-2                                             | Amistoso                                        |
| 21.                                             | 06/06/14                                        | Raymond James Stadium, Tampa, Estados Unidos    | Zambia                                          | 4-3                                             | Amistoso                                        |
| 22.                                             | 06/06/14                                        | Raymond James Stadium, Tampa, Estados Unidos    | Zambia                                          | 4-3                                             | Amistoso                                        |
| 23.                                             | 14/06/14                                        | Arena Pernambuco, Recife, Brasil                | Costa de Marfil                                 | 1-2                                             | Copa Mundial de Fútbol de 2014                  |
| 24.                                             | 14/11/14                                        | Estadio Toyota, Toyota, Japón                   | Honduras                                        | 6-0                                             | Copa Kirin Challenge                            |
| 25.                                             | 12/01/15                                        | Estadio Hunter, Newcastle, Australia            | Palestina                                       | 4-0                                             | Copa Asiática 2015                              |
| 26.                                             | 16/01/15                                        | Estadio Suncorp, Brisbane, Australia            | Irak                                            | 1-0                                             | Copa Asiática 2015                              |
| 27.                                             | 20/01/15                                        | AAMI Park, Melbourne, Australia                 | Jordania                                        | 2-0                                             | Copa Asiática 2015                              |
| 28.                                             | 27/03/15                                        | Oita Bank Dome, Ōita, Japón                     | Túnez                                           | 2-0                                             | Copa Kirin Challenge                            |
| 29.                                             | 11/06/15                                        | Estadio Internacional, Yokohama, Japón          | Irak                                            | 4-0                                             | Amistoso                                        |
| 30.                                             | 03/09/15                                        | Estadio Nacional, Tokio, Japón                  | Camboya                                         | 3-0                                             | Eliminatorias AFC para el Mundial 2018          |
| 31.                                             | 08/09/15                                        | Estadio Azadi, Teherán, Irán                    | Afganistán                                      | 6-0                                             | Eliminatorias AFC para el Mundial 2018          |
| 32.                                             | 08/10/15                                        | Estadio Al-Seeb, Muscat, Omán                   | Siria                                           | 3-0                                             | Eliminatorias AFC para el Mundial 2018          |
| 33.                                             | 12/11/15                                        | Estadio Nacional, Singapur                      | Singapur                                        | 3-0                                             | Eliminatorias AFC para el Mundial 2018          |
| 34.                                             | 17/11/15                                        | Estadio Olímpico, Phnom Penh, Camboya           | Camboya                                         | 2-0                                             | Eliminatorias AFC para el Mundial 2018          |
| 35.                                             | 29/03/16                                        | Estadio Saitama 2002, Saitama, Japón            | Siria                                           | 5-0                                             | Eliminatorias AFC para el Mundial 2018          |
| 36.                                             | 01/09/16                                        | Estadio Saitama 2002, Saitama, Japón            | Emiratos Árabes Unidos                          | 1-2                                             | Eliminatorias AFC para el Mundial 2018          |
| 37.                                             | 24/06/18                                        | Estadio Central, Ekaterimburgo, Rusia           | Senegal                                         | 2-2                                             | Copa Mundial de Fútbol de 2018                  |

## Estadísticas

### Como jugador
| Club | Temporada     | Div.          | Liga  | Liga  | Copa(1) | Copa(1) | Continental(2) | Continental(2) | Otros(3) | Otros(3) | Total | Total |
| Club | Temporada     | Div.          | Part. | Goles | Part.   | Goles   | Part.          | Goles          | Part.    | Goles    | Part. | Goles |
| --- | ------------- | ------------- | ----- | ----- | ------- | ------- | -------------- | -------------- | -------- | -------- | ----- | ----- |
| Nagoya Grampus Japón | 2004          | 1.ª           | 0     | 0     | —       | —       | —              | —              | 1        | 0        | 1     | 0     |
| Nagoya Grampus Japón | 2005          | 1.ª           | 31    | 2     | 2       | 0       | —              | —              | 2        | 0        | 35    | 2     |
| Nagoya Grampus Japón | 2006          | 1.ª           | 29    | 6     | 1       | 0       | —              | —              | 4        | 2        | 34    | 8     |
| Nagoya Grampus Japón | 2007          | 1.ª           | 30    | 3     | 2       | 0       | —              | —              | 3        | 0        | 35    | 3     |
| Nagoya Grampus Japón | Total club    | Total club    | 90    | 11    | 5       | 0       | —              | —              | 10       | 2        | 105   | 13    |
| V. V. V. Venlo · Países Bajos | 2007-08       | 1.ª           | 14    | 2     | —       | —       | —              | —              | 3        | 0        | 17    | 2     |
| V. V. V. Venlo · Países Bajos | 2008-09       | 2.ª           | 36    | 16    | 1       | 0       | —              | —              | —        | —        | 37    | 16    |
| V. V. V. Venlo · Países Bajos | 2009-10       | 1.ª           | 18    | 6     | 2       | 2       | —              | —              | —        | —        | 20    | 8     |
| V. V. V. Venlo · Países Bajos | Total club    | Total club    | 68    | 24    | 3       | 2       | —              | —              | 3        | 0        | 74    | 26    |
| P. F. C. CSKA Moscú · Rusia | 2010          | 1.ª           | 28    | 4     | 5       | 0       | 12             | 1              | 1        | 0        | 46    | 5     |
| P. F. C. CSKA Moscú · Rusia | 2011-12       | 1.ª           | 25    | 8     | 1       | 0       | 1              | 0              | 1        | 0        | 28    | 8     |
| P. F. C. CSKA Moscú · Rusia | 2012-13       | 1.ª           | 23    | 7     | 3       | 1       | 2              | 1              | —        | —        | 28    | 9     |
| P. F. C. CSKA Moscú · Rusia | 2013-14       | 1.ª           | 18    | 1     | 0       | 0       | 6              | 2              | 1        | 2        | 25    | 5     |
| P. F. C. CSKA Moscú · Rusia | Total club    | Total club    | 94    | 20    | 9       | 1       | 21             | 5              | 3        | 2        | 127   | 28    |
| A. C. Milan · Italia | 2013-14       | 1.ª           | 14    | 1     | 2       | 1       | —              | —              | —        | —        | 16    | 2     |
| A. C. Milan · Italia | 2014-15       | 1.ª           | 29    | 6     | 1       | 0       | —              | —              | —        | —        | 30    | 6     |
| A. C. Milan · Italia | 2015-16       | 1.ª           | 30    | 1     | 7       | 1       | —              | —              | —        | —        | 37    | 2     |
| A. C. Milan · Italia | 2016-17       | 1.ª           | 8     | 1     | 1       | 0       | —              | —              | —        | —        | 9     | 1     |
| A. C. Milan · Italia | Total club    | Total club    | 81    | 9     | 11      | 2       | —              | —              | —        | —        | 92    | 11    |
| C. F. Pachuca · México | 2017-18       | 1.ª           | 29    | 10    | 1       | 3       | —              | —              | 2        | 0        | 32    | 13    |
| C. F. Pachuca · México | Total club    | Total club    | 29    | 10    | 1       | 3       | 0              | 0              | 2        | 0        | 32    | 13    |
| Melbourne Victory F. C. Australia | 2018-19       | 1.ª           | 20    | 7     | 0       | 0       | 4              | 1              | —        | —        | 24    | 9     |
| Melbourne Victory F. C. Australia | Total club    | Total club    | 20    | 7     | 0       | 0       | 4              | 1              | 0        | 0        | 24    | 9     |
| S. B. V. Vitesse · Países Bajos | 2019-20       | 1.ª           | 4     | 0     | —       | —       | —              | —              | —        | —        | 4     | 0     |
| S. B. V. Vitesse · Países Bajos | Total club    | Total club    | 4     | 0     | —       | —       | —              | —              | —        | —        | 4     | 0     |
| Botafogo F. R. · Brasil | 2020          | 1.ª           | 18    | 2     | 5       | 0       | —              | —              | 4        | 1        | 27    | 3     |
| Botafogo F. R. · Brasil | Total club    | Total club    | 18    | 2     | 5       | 0       | —              | —              | 4        | 1        | 27    | 3     |
| Portimonense S. C. Portugal | 2020-21       | 1.ª           | 0     | 0     | —       | —       | —              | —              | —        | —        | 0     | 0     |
| Portimonense S. C. Portugal | Total club    | Total club    | 0     | 0     | —       | —       | —              | —              | —        | —        | 0     | 0     |
| Neftçi P. F. K. Azerbaiyán | 2020-21       | 1.ª           | 7     | 2     | —       | —       | —              | —              | —        | —        | 7     | 2     |
| Neftçi P. F. K. Azerbaiyán | Total club    | Total club    | 7     | 2     | —       | —       | —              | —              | —        | —        | 7     | 2     |
| F. K. Sūduva · Lituania | 2021          | 1.ª           | 6     | 1     | —       | —       | —              | —              | —        | —        | 6     | 1     |
| F. K. Sūduva · Lituania | Total club    | Total club    | 6     | 1     | —       | —       | —              | —              | —        | —        | 6     | 1     |
| Total carrera | Total carrera | Total carrera | 417   | 86    | 34      | 5       | 25             | 6              | 22       | 5        | 498   | 102   |
| (1) Incluye datos de la Copa del Emperador, Copa de Rusia, Copa Italia y Copa de Brasil. (2) Incluye datos de la Liga de Campeones de la UEFA, Liga Europa de la UEFA y Liga de Campeones de la AFC. (3) Incluye datos de la Copa J. League, Eredivisie/Eerste Divisie Relegation, Supercopa de Rusia, Copa Mundial de Clubes de la FIFA y Campeonato Carioca. |               |               |       |       |         |         |                |                |          |          |       |       |

### Como entrenador
| Club                                   | Desde                | Hasta              | Rendimiento | Rendimiento | Rendimiento | Rendimiento | Rendimiento |
| Club                                   | Desde                | Hasta              | PJ          | PG          | PE          | PP          | Victorias % |
| -------------------------------------- | -------------------- | ------------------ | ----------- | ----------- | ----------- | ----------- | ----------- |
| Selección de fútbol de Camboya Camboya | 12 de agosto de 2018 | 11 de mayo de 2023 | 21          | 5           | 3           | 13          | 23.81%      |
| Total                                  | Total                | Total              | 5           | 1           | 0           | 4           | 23.81%      |

## Palmarés

### Títulos nacionales
| Título                     | Club                | País         | Año     |
| -------------------------- | ------------------- | ------------ | ------- |
| Eerste Divisie             | V. V. V. Venlo      | Países Bajos | 2009    |
| Copa de Rusia              | P. F. C. CSKA Moscú | Rusia        | 2010-11 |
| Liga Premier de Rusia      | P. F. C. CSKA Moscú | Rusia        | 2012-13 |
| Copa de Rusia              | P. F. C. CSKA Moscú | Rusia        | 2012-13 |
| Supercopa de Rusia         | P. F. C. CSKA Moscú | Rusia        | 2013    |
| Supercopa de Italia        | A. C. Milan         | Italia       | 2016    |
| Liga Premier de Azerbaiyán | Neftçi P. F. K.     | Azerbaiyán   | 2020-21 |

### Títulos internacionales
| Título        | Selección          | País  | Año  |
| ------------- | ------------------ | ----- | ---- |
| Copa Asiática | Selección de Japón | Catar | 2011 |